# L'Hospitalet Pioners
I Pioners L'Hospitalet sono la squadra di football americano di L'Hospitalet de Llobregat, in Spagna.

## Storia
Fondati nel 1988, debuttarono nel campionato e nella supercoppa catalani ottenendo il terzo posto in entrambe le competizioni.

## Dettaglio stagioni

### Tornei nazionali

#### Campionato

##### LNFA/LNFA Elite/Serie A
| Stagione | regular season | regular season | regular season | regular season | regular season | regular season | playoff | playoff | playoff | playoff | playoff | playoff          | playoff           |
|          | Vin            | Par            | Per            | Tot            | PF             | PS             | Vin     | Per     | Tot     | PF      | PS      | risultato        | avversaria        |
| -------- | -------------- | -------------- | -------------- | -------------- | -------------- | -------------- | ------- | ------- | ------- | ------- | ------- | ---------------- | ----------------- |
| 1995     | 8              | 0              | 1              | 9              | ?              | ?              | 0       | 1       | 1       | 34      | 39      | Quarti di finale | Zaragoza Lions    |
| 1996     | 7              | 0              | 4              | 11             | ?              | ?              | 1       | 1       | 2       | 21      | 51      | Semifinale       | Vilafranca Eagles |
| 1997     | 5              | 0              | 5              | 10             | 170            | 211            | 2       | 1       | 3       | 76      | 38      | Semifinale       | Madrid Panteras   |
| 1998     | ?              | ?              | ?              | ?              | ?              | ?              | 1       | 1       | 2       | 7+?     | 13+?    | Finale           | Badalona Dracs    |
| 2003     | ?              | ?              | ?              | ?              | ?              | ?              | 0       | 1       | 1       | 20      | 30      | Finale           | Badalona Dracs    |
| 2004     | ?              | ?              | ?              | ?              | ?              | ?              | 0       | 1       | 1       | 0       | 23      | Finale           | Badalona Dracs    |
| 2005     | 10             | 0              | 0              | 10             | 351            | 53             | 1       | 0       | 1       | 24      | 13      | Campioni         | Badalona Dracs    |
| 2006     | 4              | 0              | 3              | 7              | 157            | 74             | 2       | 1       | 3       | 40      | 22      | Finale           | Valencia Firebats |
| 2007     | 7              | 0              | 0              | 7              | 215            | 40             | 0       | 1       | 1       | 0       | 22      | Semifinale       | Badalona Dracs    |
| 2008     | 8              | 0              | 0              | 8              | 359            | 44             | 2       | 0       | 2       | 57      | 17      | Campioni         | Valencia Firebats |
| 2009     | 8              | 0              | 1              | 9              | 319            | 57             | 0       | 1       | 1       | 26      | 29      | Semifinale       | Valencia Firebats |
| 2010     | 7              | 0              | 1              | 8              | 264            | 94             | 2       | 0       | 2       | 105     | 0       | Campioni         | Valencia Firebats |
| 2011     | 9              | 0              | 1              | 10             | 421            | 142            | 2       | 0       | 2       | 73      | 14      | Campioni         | Badalona Dracs    |
| 2012     | 8              | 0              | 2              | 10             | 345            | 163            | 2       | 0       | 2       | 71      | 38      | Campioni         | Osos de Rivas     |
| 2013     | 9              | 0              | 1              | 10             | 358            | 99             | 2       | 0       | 2       | 50      | 20      | Campioni         | Badalona Dracs    |
| 2014     | 5              | 0              | 5              | 10             | 264            | 224            | 0       | 1       | 1       | 20      | 38      | Semifinale       | Badalona Dracs    |
| 2015     | 2              | 0              | 8              | 10             | 159            | 296            | 0       | 1       | 1       | 35      | 54      | Retrocessi       | Barberá Rookies   |
| 2018     | 0              | 0              | 6              | 6              | 47             | 179            | -       | -       | -       | -       | -       | -                | -                 |
| 2020     | 3              | 0              | 2              | 5              | 161            | 130            | -       | -       | -       | -       | -       | -                | -                 |
| 2022     | 2              | 0              | 6              | 8              | 134            | 324            | -       | -       | -       | -       | -       | -                | -                 |
| Totale   | 102+?          | 0+?            | 46+?           | 148+?          | 3724+?         | 2130+?         | 17      | 11      | 28      | 659+?   | 461+?   |                  |                   |

Fonti: Enciclopedia del Football - A cura di Roberto Mezzetti

##### LNFA Femenina
| Stagione | regular season | regular season | regular season | regular season | regular season | regular season | playoff | playoff | playoff | playoff | playoff | playoff   | playoff    |
|          | Vin            | Par            | Per            | Tot            | PF             | PS             | Vin     | Per     | Tot     | PF      | PS      | risultato | avversaria |
| -------- | -------------- | -------------- | -------------- | -------------- | -------------- | -------------- | ------- | ------- | ------- | ------- | ------- | --------- | ---------- |
| 2015     | 1              | 0              | 4              | 5              | 51             | 156            | -       | -       | -       | -       | -       | -         | -          |
| 2016     | 2              | 0              | 3              | 5              | 112            | 85             | -       | -       | -       | -       | -       | -         | -          |
| 2017     | 4              | 0              | 4              | 8              | 168            | 115            | -       | -       | -       | -       | -       | -         | -          |
| 2018     | 4              | 0              | 4              | 8              | 111            | 117            | -       | -       | -       | -       | -       | -         | -          |
| 2019     | 2              | 0              | 6              | 8              | 178            | 150            | -       | -       | -       | -       | -       | -         | -          |
| Totale   | 13             | 0              | 21             | 34             | 620            | 623            | -       | -       | -       | -       | -       |           |            |

Fonti: Enciclopedia del Football - A cura di Roberto Mezzetti

##### Serie B
| Stagione | regular season | regular season | regular season | regular season | regular season | regular season | playoff | playoff | playoff | playoff | playoff | playoff             | playoff                       |
|          | Vin            | Par            | Per            | Tot            | PF             | PS             | Vin     | Per     | Tot     | PF      | PS      | risultato           | avversaria                    |
| -------- | -------------- | -------------- | -------------- | -------------- | -------------- | -------------- | ------- | ------- | ------- | ------- | ------- | ------------------- | ----------------------------- |
| 2016     | 4              | 0              | 1              | 5              | 150            | 59             | 1       | 2       | 3       | 43      | 43      | Finale/Non promossi | Murcia Cobras/Valencia Giants |
| 2017     | 5              | 0              | 3              | 8              | 185            | 136            | 1       | 1       | 2       | 41      | 51      | Finale              | Las Rozas Black Demons        |
| 2021     | 6              | 0              | 0              | 6              | 218            | 102            | 2       | 0       | 2       | 52      | 21      | Campioni            | Barberá Rookies               |
| Totale   | 15             | 0              | 4              | 19             | 553            | 297            | 4       | 3       | 7       | 136     | 115     |                     |                               |

Fonti: Enciclopedia del Football - A cura di Roberto Mezzetti

#### Coppa di Spagna
| Stagione | regular season | regular season | regular season | regular season | regular season | regular season | playoff | playoff | playoff | playoff | playoff | playoff    | playoff        |
|          | Vin            | Par            | Per            | Tot            | PF             | PS             | Vin     | Per     | Tot     | PF      | PS      | risultato  | avversaria     |
| -------- | -------------- | -------------- | -------------- | -------------- | -------------- | -------------- | ------- | ------- | ------- | ------- | ------- | ---------- | -------------- |
| 2008     | -              | -              | -              | -              | -              | -              | 3       | 0       | 3       | 78      | 82      | Campioni   | Osos de Rivas  |
| 2009     | -              | -              | -              | -              | -              | -              | 0       | 1       | 1       | 7       | 9       | Semifinale | Badalona Dracs |
| 2012     | -              | -              | -              | -              | -              | -              | 2       | 0       | 2       | 44      | 24      | Campioni   | Osos de Rivas  |
| 2013     | -              | -              | -              | -              | -              | -              | 2       | 0       | 2       | 46      | 35      | Campioni   | Badalona Dracs |
| 2019     | -              | -              | -              | -              | -              | -              | 1       | 1       | 2       | 21      | 47      | Semifinale | Badalona Dracs |
| Totale   | -              | -              | -              | -              | -              | -              | 8       | 2       | 10      | 196     | 197     |            |                |

Fonti: Enciclopedia del Football - A cura di Roberto Mezzetti

### Tornei internazionali

#### European Football League (1986-2013)
| Stagione | regular season | regular season | regular season | regular season | regular season | regular season | playoff | playoff | playoff | playoff | playoff | playoff   | playoff    |
|          | Vin            | Par            | Per            | Tot            | PF             | PS             | Vin     | Per     | Tot     | PF      | PS      | risultato | avversaria |
| -------- | -------------- | -------------- | -------------- | -------------- | -------------- | -------------- | ------- | ------- | ------- | ------- | ------- | --------- | ---------- |
| 2004     | 0              | 0              | 2              | 2              | 20             | 72             | -       | -       | -       | -       | -       | -         | -          |
| 2005     | 0              | 0              | 1              | 1              | 16             | 57             | -       | -       | -       | -       | -       | -         | -          |
| 2006     | 0              | 0              | 2              | 2              | 6              | 88             | -       | -       | -       | -       | -       | -         | -          |
| 2007     | 0              | 0              | 2              | 2              | 0              | 78             | -       | -       | -       | -       | -       | -         | -          |
| 2008     | 1              | 0              | 1              | 2              | 81             | 91             | -       | -       | -       | -       | -       | -         | -          |
| 2009     | 0              | 0              | 2              | 2              | 55             | 104            | -       | -       | -       | -       | -       | -         | -          |
| 2011     | 0              | 0              | 2              | 2              | 20             | 75             | -       | -       | -       | -       | -       | -         | -          |
| 2012     | 0              | 0              | 2              | 2              | 28             | 48             | -       | -       | -       | -       | -       | -         | -          |
| Totale   | 1              | 0              | 14             | 15             | 226            | 613            | -       | -       | -       | -       | -       |           |            |

Fonti: Enciclopedia del Football - A cura di Roberto Mezzetti

#### IFAF Europe Champions League
| Stagione | regular season | regular season | regular season | regular season | regular season | regular season | playoff | playoff | playoff | playoff | playoff | playoff   | playoff    |
|          | Vin            | Par            | Per            | Tot            | PF             | PS             | Vin     | Per     | Tot     | PF      | PS      | risultato | avversaria |
| -------- | -------------- | -------------- | -------------- | -------------- | -------------- | -------------- | ------- | ------- | ------- | ------- | ------- | --------- | ---------- |
| 2014     | 0              | 0              | 2              | 2              | 22             | 55             | -       | -       | -       | -       | -       | -         | -          |
| 2015     | 0              | 0              | 2              | 2              | 14             | 78             | -       | -       | -       | -       | -       | -         | -          |
| Totale   | 0              | 0              | 4              | 4              | 36             | 133            | -       | -       | -       | -       | -       |           |            |

Fonti: Enciclopedia del Football - A cura di Roberto Mezzetti

#### EFAF Cup
| Stagione | regular season | regular season | regular season | regular season | regular season | regular season | playoff | playoff | playoff | playoff | playoff | playoff   | playoff                  |
|          | Vin            | Par            | Per            | Tot            | PF             | PS             | Vin     | Per     | Tot     | PF      | PS      | risultato | avversaria               |
| -------- | -------------- | -------------- | -------------- | -------------- | -------------- | -------------- | ------- | ------- | ------- | ------- | ------- | --------- | ------------------------ |
| 2013     | 1              | 0              | 1              | 2              | 28             | 66             | 1       | 1       | 2       | 22      | 81      | Finale    | Black Panthers de Thonon |
| Totale   | 1              | 0              | 1              | 2              | 28             | 66             | 1       | 1       | 2       | 22      | 81      |           |                          |

Fonti: Enciclopedia del Football - A cura di Roberto Mezzetti

### Tornei locali

#### Campionato catalano
| Stagione | regular season | regular season | regular season | regular season | regular season | regular season | playoff | playoff | playoff | playoff | playoff | playoff   | playoff           |
|          | Vin            | Par            | Per            | Tot            | PF             | PS             | Vin     | Per     | Tot     | PF      | PS      | risultato | avversaria        |
| -------- | -------------- | -------------- | -------------- | -------------- | -------------- | -------------- | ------- | ------- | ------- | ------- | ------- | --------- | ----------------- |
| 2018-19  | 9              | 0              | 2              | 11             | 404            | 91             | 1       | 1       | 2       | 60      | 44      | Finale    | Barcelona Uroloki |
| Totale   | 9              | 0              | 2              | 11             | 404            | 91             | 1       | 1       | 2       | 60      | 44      |           |                   |

Fonti: Enciclopedia del Football - A cura di Roberto Mezzetti

##### Campionato catalano femminile
| Stagione | regular season | regular season | regular season | regular season | regular season | regular season | playoff | playoff | playoff | playoff | playoff | playoff     | playoff        |
|          | Vin            | Par            | Per            | Tot            | PF             | PS             | Vin     | Per     | Tot     | PF      | PS      | risultato   | avversaria     |
| -------- | -------------- | -------------- | -------------- | -------------- | -------------- | -------------- | ------- | ------- | ------- | ------- | ------- | ----------- | -------------- |
| 2015     | 0              | 0              | 3              | 3              | 12             | 106            | 1       | 1       | 2       | 27      | 61      | Terzo posto | Terrassa Reds  |
| 2016     | 2              | 0              | 2              | 4              | 98             | 40             | 1       | 1       | 2       | 49      | 43      | Terzo posto | Badalona Dracs |
| Totale   | 2              | 0              | 5              | 7              | 110            | 146            | 2       | 2       | 4       | 76      | 104     |             |                |

Fonti: Enciclopedia del Football - A cura di Roberto Mezzetti

#### Campionato catalano a 7
| Stagione | regular season | regular season | regular season | regular season | regular season | regular season | playoff | playoff | playoff | playoff | playoff | playoff   | playoff           |
|          | Vin            | Par            | Per            | Tot            | PF             | PS             | Vin     | Per     | Tot     | PF      | PS      | risultato | avversaria        |
| -------- | -------------- | -------------- | -------------- | -------------- | -------------- | -------------- | ------- | ------- | ------- | ------- | ------- | --------- | ----------------- |
| 2021     | 2              | 0              | 2              | 4              | 120            | 143            | 0       | 1       | 1       | 12      | 52      | Finale    | Barcelona Legends |
| Totale   | 2              | 0              | 2              | 4              | 120            | 143            | 0       | 1       | 1       | 12      | 52      |           |                   |

Fonti: Enciclopedia del Football - A cura di Roberto Mezzetti

### Riepilogo fasi finali disputate
| Anno             | Luogo                     | Evento         | Fase del torneo         | Incontro                                        | Risultato |
| 19 gennaio 2008  | L'Hospitalet de Llobregat | Copa de España | Finale                  | Osos de Rivas - L'Hospitalet Pioners            | 13 - 14   |
| 7 febbraio 2009  | Rivas-Vaciamadrid         | Copa de España | Finale                  | Osos de Rivas - L'Hospitalet Pioners            | 7 - 0     |
| 15 dicembre 2012 | Rivas-Vaciamadrid         | Copa de España | Finale                  | L'Hospitalet Pioners - Osos de Rivas            | 20 - 10   |
| 1º giugno 2013   | Badalona                  | LNFA Elite     | Finale                  | L'Hospitalet Pioners - Badalona Dracs           | 24 - 0    |
| 13 luglio 2013   | L'Hospitalet de Llobregat | EFAF Cup       | Finale                  | L'Hospitalet Pioners - Black Panthers de Thonon | 6 - 66    |
| 7 dicembre 2013  | Badalona                  | Copa de España | Finale                  | Badalona Dracs - L'Hospitalet Pioners           | 27 - 31   |
| 23 maggio 2015   |                           | LCFA Femení    | Finale 3º - 4º posto    | Terrassa Reds - L'Hospitalet Pioners            | 21 - 27   |
| 13 giugno 2015   | Barcellona                | Serie A        | Spareggio retrocessione | L'Hospitalet Pioners - Barberá Rookies          | 35 - 54   |
| 29 maggio 2016   |                           | LCFA Femení    | Finale 3º - 4º posto    | L'Hospitalet Pioners - Badalona Dracs           | 37 - 0    |
| 12 giugno 2016   |                           | Serie B        | Spareggio promozione    | Valencia Giants - L'Hospitalet Pioners          | 26 - 7    |
| 27 maggio 2017   |                           | Serie B        | Finale                  | Las Rozas Black Demons - L'Hospitalet Pioners   | 41 - 27   |
| 11 maggio 2019   |                           | LCFA Senior    | Finale                  | Barcelona Uroloki - L'Hospitalet Pioners        | 30 - 21   |
| 24 novembre 2019 |                           | Copa de España | Semifinale              | Badalona Dracs - L'Hospitalet Pioners           | 34 - 7    |
| 29 maggio 2021   | L'Hospitalet de Llobregat | Serie B        | Finale                  | Barberá Rookies - L'Hospitalet Pioners          | 21 - 24   |
| 20 giugno 2021   | Santa Coloma de Cervelló  | LCFA Senior 7  | Finale                  | Barcelona Legends - L'Hospitalet Pioners        | 52 - 12   |

## Palmarès
- 6 Campionati spagnoli (2005, 2008, 2010, 2011, 2012, 2013)
- 1 LNFA Serie B (2021)
- 9 Coppe di Spagna (2000, 2005, 2006, 2008, 2010, 2011, 2012, 2013, 2014)
- 1 Campionato spagnolo juniores (2007)
- 8 Supercoppe (Coppe) di Catalogna (1997-98, 2001-02, 2004-05, 2005-06, 2006-07, 2007-08, 2008-09, 2009-10)
- 2 Lliga Catalana Senior 2ª Divisió (1998-99, 2001-02)
- 5 Campionati catalani juniores (1994-96, 2013, 2015)
- 1 Campionato catalano juniores a 7 (2007)
- 4 Campionati catalani cadetti (2011-2014)
- 3 Coppe catalane cadetti (2011-2013)